# José Colomer
José Colomer Ribas (spanisch) oder Josep Colomer i Ribas (katalanisch) (* 10. Juni 1935 in Terrassa; † 24. Januar 2013 ebenda) war ein spanischer Hockeyspieler. Er gewann 1960 mit der spanischen Nationalmannschaft die olympische Bronzemedaille.

## Karriere
Bei den Olympischen Spielen 1960 in Rom gewann die spanische Mannschaft ihre Vorrundengruppe mit zwei Siegen und einem Unentschieden gegen die Briten. Nach einem Sieg im Viertelfinale gegen die Neuseeländer und einer Halbfinalniederlage gegen die Mannschaft Pakistans trafen die Spanier im Spiel um den dritten Platz erneut auf die Briten und gewannen mit 2:1. Der Verteidiger Colomer kam in allen sechs Spielen zum Einsatz.
Bei den Mittelmeerspielen 1963 in Neapel siegte die ägyptische Mannschaft vor den Spaniern. Im Jahr darauf bei den Olympischen Spielen 1964 in Tokio erreichten die Spanier in der Vorrunde den zweiten Platz hinter der indischen Mannschaft. Wie vier Jahre zuvor unterlagen die Spanier im Halbfinale der Mannschaft Pakistans. Im Spiel um den dritten Platz verloren sie gegen die Australier mit 2:3. Colomer wirkte in acht von neun Spielen mit und erzielte in der Vorrunde ein Tor.
Vier Jahre später belegten die Spanier in der Vorrunde des olympischen Hockeyturniers in Mexiko-Stadt nur den vierten Rang, in den Platzierungsspielen erreichten sie den sechsten Platz. Colomer wirkte in fünf von neun Spielen mit. Insgesamt bestritt er 75 Länderspiele.
José Colomer war für den CD Terrassa aktiv, mit dem er dreimal den spanischen Hockeypokal gewann. Nach seiner aktiven Laufbahn war der Chemiker zeitweise Vorstandsmitglied des katalanischen Hockeyverbands. Von 1983 bis 1987 war er Präsident des CD Terrassa.